# Osumilith
Osumilith ist ein selten vorkommendes Mineral aus der Mineralklasse der „Silikate und Germanate“ mit der Endgliedzusammensetzung K□2Fe2Al3(Al2Si10)O30 und damit chemisch gesehen ein Kalium-Eisen-Aluminium-Silikat. Strukturell gehört Osumulith zu den Ringsilikaten.
Osumilith kristallisiert mit hexagonaler Symmetrie und entwickelt meist kleine, tafelige bis prismatische Kristalle bis etwa fünf Millimeter Größe mit einem glasähnlichen Glanz auf den Oberflächen. Er findet sich aber auch ein- oder aufgewachsen in massigen Aggregaten. Die meist durchsichtigen bis durchscheinenden Kristalle sind von dunkelblauer bis dunkelgrauer, seltener auch grüner, brauner oder schwarzer Farbe. Auf der Strichtafel hinterlässt Osumilith allerdings einen grauweißen Strich.

## Etymologie und Geschichte
Als Akiho Miyashiro an der Universität Tokio 1951 im Rahmen einer Studie über Cordierit darauf aufmerksam gemacht wurde, dass das Mineral in Vulkaniten typischerweise optisch einachsig positive Eigenschaften aufwies, vermutete er zunächst, es könne sich um eine Hochtemperatur-Modifikation des Minerals handeln. Nach einer detaillierten Analyse eines solchen „einachsigen Cordierits“ im Winter 1952/1953 stellte Miyashiro fest, dass es sich nicht um Cordierit, sondern um ein bisher unbekanntes Mineral mit hexagonaler Symmetrie handelte. Die Mineralprobe stammte aus den biotithaltigen Rhyodaziten (Hypersthen-Plagioliparite) bei Sakkabira nahe Tarumizu-mati in der Präfektur Kagoshima auf der japanischen Insel Kyūshū.
Miyashiro benannte das neue Mineral nach der historischen Provinz Ōsumi (heute der östliche Teil von Kagoshima), in der Sakkabira liegt. Der zweite Wortteil geht zurück auf das griechische Wort λίθος líthos, deutsch ‚Stein‘. Seine Untersuchungsergebnisse zum neuen Mineral Osumilith veröffentlichte er 1953 im japanischen Fachmagazin Proceedings of the Japan Academy. Eine detailliertere Erstbeschreibung einschließlich entschlüsselter Kristallstruktur folgte 1956 im Fachmagazin American Mineralogist.
Das Typmaterial des Minerals wird im Harvard Mineralogical Museum der Harvard University in Cambridge (Massachusetts) unter der Sammlungsnummer 104744 aufbewahrt.
Da der Osumilith bereits lange vor der Gründung der International Mineralogical Association (IMA) bekannt und als eigenständige Mineralart anerkannt war, wurde dies von ihrer Commission on New Minerals, Nomenclature and Classification (CNMNC) übernommen und bezeichnet den Osumilith als sogenanntes „grandfathered“ (G) Mineral. Die ebenfalls von der IMA/CNMNC anerkannte Kurzbezeichnung (auch Mineral-Symbol) von Osumilith lautet „Osm“.

## Klassifikation
In der veralteten 8. Auflage der Mineralsystematik nach Strunz gehörte der Osumilith zur Mineralklasse der „Silikate und Germanate“ und dort zur Abteilung der „Ringsilikate (Cyclosilikate)“, wo er zusammen mit Armenit, Merrihueit, Milarit, Roedderit, Sogdianit und Yagiit die „Milaritgruppe“ mit der System-Nr. VIII/C.10 bildete.
Im zuletzt 2018 überarbeiteten und aktualisierten Lapis-Mineralienverzeichnis nach Stefan Weiß, das sich im Aufbau noch nach dieser alten Form der Systematik von Karl Hugo Strunz richtet, erhielt das Mineral die System- und Mineral-Nr. VIII/E.22-090. In der „Lapis-Systematik“ entspricht dies ebenfalls der Abteilung „Ringsilikate“, wo Osumilith zusammen mit Agakhanovit-(Y), Almarudit, Armenit, Berezanskit, Brannockit, Chayesit, Darapiosit, Dusmatovit, Eifelit, Emeleusit, Faizievit, Friedrichbeckeit, Klöchit, Lipuit, Merrihueit, Milarit, Oftedalit, Osumilith-(Mg), Poudretteit, Roedderit, Shibkovit, Sogdianit, Sugilith, Trattnerit, Yagiit und Yakovenchukit-(Y) die „Doppelte Sechserringe [Si12O30]12− – Milarit-Osumilith-Gruppe“ mit der System-Nr. VIII/E.22 bildet.
Auch die von der International Mineralogical Association (IMA) zuletzt 2009 aktualisierte 9. Auflage der Strunz’schen Mineralsystematik ordnet den Osumilith in die Abteilung der „Ringsilikate (Cyclosilikate)“ ein. Diese ist weiter unterteilt nach der Art der Ringstruktur, so dass das Mineral entsprechend seiner Zusammensetzung in der Unterabteilung „[Si6O18]12− – Sechser-Doppelringe“ zu finden ist, wo es zusammen mit Almarudit, Armenit, Berezanskit, Brannockit, Chayesit, Darapiosit, Dusmatovit, Eifelit, Friedrichbeckeit, Klöchit, Merrihueit, Milarit, Oftedalit, Osumilith, Osumilith-(Mg), Poudretteit, Roedderit, Shibkovit, Sogdianit, Sugilith, Trattnerit und Yagiit die „Milaritgruppe“ 9.CM.05 bildet.
Die Systematik der Minerale nach Strunz (9. Auflage) wird von „Hudson Institute of Mineralogy“ in der Mineraldatenbank „Mindat.org“ weitergeführt. Hier gehört Osumilith unverändert in die Abteilung der „Ringsilikate“ (englisch [Cyclosilicates). Diese ist weiter unterteilt nach der Zähligkeit und Multiplizität der Silikatringe und Osumilith wird in der Unterabteilung „sechser-Doppelringe“ (englisch Si6O18]2- 6-membered double rings) mit der Systemnummer 9.CM geführt, zusammen mit den zuvor aufgeführten Mineralen der Milarit-Gruppe, den neu hinzugekommenen Mineralen Alumosugilith und Laurentthomasit sowie dem verwandten Mineral Faizievit.
Die vorwiegend im englischen Sprachraum gebräuchliche Systematik der Minerale nach Dana ordnet den Osumilith ebenfalls in die Klasse der „Silikate und Germanate“, dort allerdings in die bereits feiner unterteilte Abteilung der „Ringsilikate: Kondensierte Ringe“ ein. Hier ist er zusammen mit Brannockit, Chayesit, Darapiosit, Eifelit, Merrihueit, Osumilith-(Mg), Poudretteit, Sugilith, Yagiit, Dusmatovit, Milarit, Sogdianit, Roedderit, Berezanskit, Shibkovit, Trattnerit, Almarudit, Oftedalit, Klöchit und Friedrichbeckeit in der „Milarit-Osumilith-Gruppe (Milarit-Osumilith-Untergruppe)“ mit der System-Nr. 63.02.01a innerhalb der Unterabteilung „Ringsilikate: Kondensierte, 6-gliedrige Ringe“ zu finden.

## Chemismus
Osumilith hat die Endgliedzusammensetzung [C]K[B]□2[A]Fe2+2[T2]Al3[T1](Si10Al2)O30 und ist das Fe-Analog von Osumilith-(Mg). Die empirische Zusammensetzung aus der Typlokalität ist
- [C](K0,32Na0,35Ca0,12) [B]□2 [A](Mg1,77Fe2+0,17Mn2+0,06) [T2](Al2,21Fe3+0,26Fe2+1,31) [T1][Si9,01Al2,99]O30,

wobei in den hochgestellten, eckigen Klammern die Position in der Kristallstruktur angegeben ist.
Fe2+ auf der A-Position kann vollständig durch Mg ersetzt werden und Osumilith bildet eine lückenlose Mischkristallreihe mit Osumilith-(Mg).

## Kristallstruktur
Osumilith kristallisiert mit hexagonaler Symmetrie der Raumgruppe P6/mcc (Raumgruppen-Nr. 192) und den Gitterparametern a = 10,17 Å und c = 14,34 Å sowie zwei Formeleinheiten pro Elementarzelle.
Osumilith ist isotyp zu Milarit, d. h., es kristallisiert mit der gleichen Struktur wie Milarit. Die 12-fach koordinierte C-Position ist nicht ganz vollständig besetzt mit Natrium (Na+) und Kalium (K+). Die 9-fach koordinierte B-Position ist leer. Eisen (Fe2+) und geringe Mengen Magnesium (Mg2+) füllen die 6-fach koordinierte A-Position und die tetraedrisch koordinierten T2-Position enthält die dreiwertigen Kationen Aluminium (Al3+) und Eisen (Fe3+). Die T1-Position, die die 6er-Doppelringe aufbaut, ist gemischt besetzt mit 10 Silizium (Si4+) und 2 Al3+.

## Eigenschaften
Osumilith ist stark dichroistisch, zeigt also beim Durchgang des Lichts aus zwei verschiedenen Richtungen zwei verschiedene Farben. Durchgehendes Licht in Richtung der optischen Hauptachse lässt den Osumilith hellblau bis blauviolett, blassrosa oder blass gelblichbraun erscheinen. Senkrecht dazu ist er farblos oder braun.

## Bildung und Fundorte

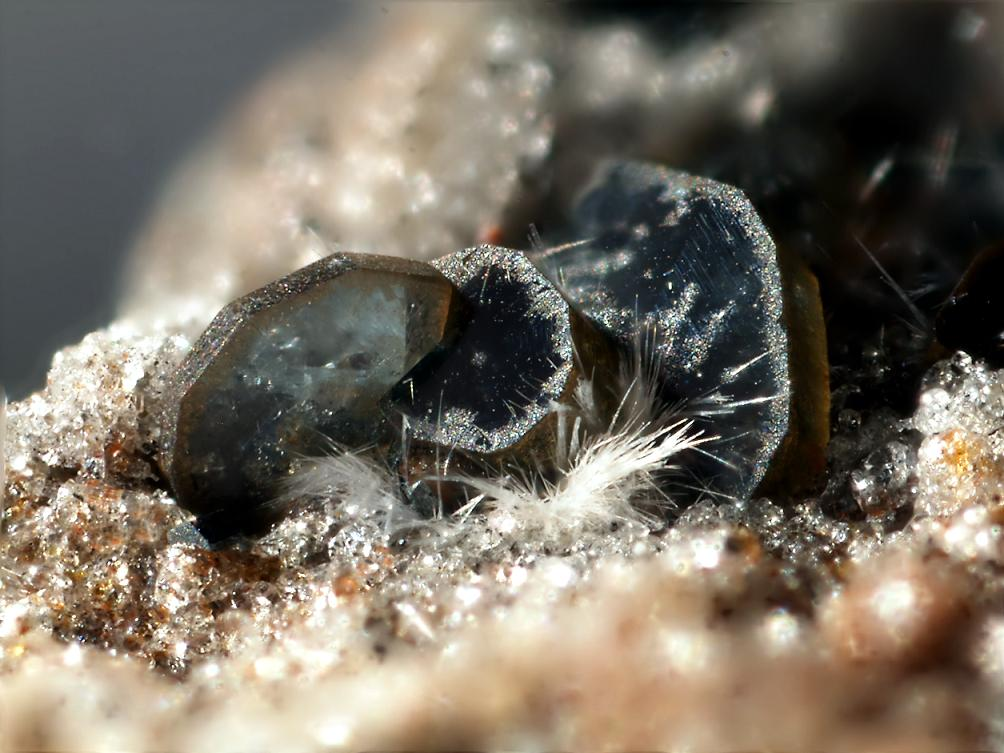
Dicktafeliger Osumilith mit Mullit aus Wannenköpfe, Ochtendung, Eifel
Bildgröße: 1,5 mm

Osumilith bildet sich in Metamorphen Granulit-Fazies (MP/HT) bei Temperaturen um etwa 1000 °C und Drucken im Bereich von etwa 8 bis 10 kbar. Dort findet er sich meist in Drusen als Abscheidung aus der Gasphase und einer Grundmasse aus Rhyolith und Dazit. Als Begleitminerale können unter anderem Biotit, Cristobalit, Fayalit, Hypersthen, Kalium-Feldspat, Magnetit, Oligoklas, Quarz, Tridymit und Zirkon auftreten.
Als seltene Mineralbildung ist Osumilith nur von wenigen Fundorten oder in geringer Stückzahl bekannt. Weltweit sind bisher nur etwas mehr als 25 Vorkommen dokumentiert (Stand Januar 2025). Außer an seiner Typlokalität Sakkabira fand sich das Mineral in Japan bisher nur noch bei Shimizu (Hayato) nahe Kirishima in der ebwenfalls auf Kyūshū liegenden Präfektur Kagoshima.
In Deutschland konnte Osumilith bisher an der Zinster Kuppe in der Oberpfälzer Gemeinde Kulmain in Bayern, der Blauen Kuppe bei Eschwege und am Hainer Berg bei Ober-Ohmen in Hessen sowie im Steinbruch Caspar am Ettringer Bellerberg, am „Nickenicher Weinberg“ (Nickenicher Sattelberg) bei Nickenich, am Tönchesberg und am Wannenköpfe (siehe auch Vulkankomplex Wannengruppe) bei Ochtendung im Landkreis Mayen-Koblenz und am Herchenberg bei Burgbrohl im Landkreis Ahrweiler in Rheinland-Pfalz entdeckt werden.
In Österreich trat das Mineral bisher nur am Pauliberg im Burgenländer Bezirk Oberpullendorf und am Steinberg bei Mühlddorf (Feldbach) in der Südsteiermark auf.
Weitere Fundorte liegen unter anderem in der antarktischen Region Enderbyland, am Mont Denise bei Espaly-Saint-Marcel im französischen Département Haute-Loire, am Vulkan „Cordieritovyi“ im Keli-Hochland (Munizipalität Qasbegi, Mzcheta-Mtianeti) in Georgien, bei Visakhapatnam in Indien, am Vesuv und dem Monte Arci in Italien, in der kanadischen Provinz Labrador, an mehreren Fundpunkten im Gebiet Amboasary Sud auf Madagaskar, auf der Nordinsel in Neuseeland, in der norwegischen Provinz Rogaland, im Aldanhochland (Ostsibirien) in Russland, im Namaqualand in Südafrika, im tadschikischen Teil des Alai-Gebirges, auf dem Labwor-Hügel in Uganda, bei Tarpa im ungarischen Komitat Szabolcs-Szatmár-Bereg sowie an einem unbenannten Fundpunkt im Pershing County von Nevada und den Obsidian Cliffs am North Sister Mountain im Lane County von Oregon in den Vereinigten Staaten.